# Tovor 200 (film)
Tovor 200 (izvirno rusko Гру́з 200) je kontroverzni ruski film režiserja Alekseja Oktjabrinoviča Balabanova iz leta 2007, ki upodablja negativni pogled na družbo v poznem sovjetskem obdobju. Dogaja se med viškom afganistanske vojne leta 1984 in spominja na Orwellov antiutopični roman 1984. Naslov filma se nanaša na dokument št. 200 o truplih v neprodušno zaprtih pocinkanih krstah, v katerih so domov pošiljali mrtve sovjetske vojake iz Afganistana med letoma 1979 in 1989, ter na vojaški izraz tovor 200, ki se je razširil po afganistanski vojni.
Film je trda, kruta, morbidno grozljiva drama o sadističnem, impotentnem, manijaško psihopatskem policijskem kapetanu, ki na svojo roko dela grozodejstva v malem podeželskem naselju Kaljajevo pri Leninsku (od leta 2005 del Mjassa) v Čeljabinski oblasti. V Rusiji so ga začeli predvajati 14. junija 2007, vendar so ga po nekaj dneh vzeli iz programa v kinih.